# Гай Сульпиций (претор)
Гай Сульпиций (лат. Gaius Sulpicius Galus; III век до н. э.) — римский военачальник и политический деятель из патрицианского рода Сульпициев, претор 211 года до н. э., во время Второй Пунической войны.
Гай Сульпиций упоминается только у Тита Ливия. Существует предположение, что он носил когномен Галл и был промежуточным звеном между двумя Гаями Сульпициями Галлами-консулами — 243 и 166 годов до н. э. В 211 году до н. э. Гай Сульпиций занимал должность претора и был наместником Сицилии. Предположительно он действовал против карфагенян на западе острова.